# Kazimierz Bacik
Kazimierz Bacik (ur. 18 lutego 1953 w Dąbrowicy, zm. 3 lutego 2017) – polski piłkarz ręczny i trener tej dyscypliny, samorządowiec.

## Życiorys
Jako zawodnik bronił barw BKS Bochnia. Po zakończeniu kariery, od 1980 roku rozpoczął pracę trenerską. W latach 1983–1984 był szkoleniowcem żeńskiego zespołu Unii Tarnów w piłce ręcznej, natomiast w latach 1984-1990 pełnił funkcję wiceprezesa zarządu bocheńskiego klubu. Od 1984 roku działał również w strukturach TKKF, pełniąc funkcję prezesa Ogniska TKKF „Raba” w Bochni (1998-2014) oraz członka Zarządu Wojewódzkiego Małopolskiego TKKF (2002-2014). Był również członkiem zarządu Okręgowego Związku Piłki Ręcznej. W 1990 roku rozpoczął pracę w Urzędzie Miasta Bochnia, gdzie w 1993 roku objął funkcję kierownika Wydziału Spraw Obywatelskich. W latach 2010–2014 był radnym Rady Powiatu Bocheńskiego, pełniąc w tym okresie również funkcję wiceprzewodniczącego rady. Od 1994 roku był aktywnym działaczem Ochotniczej Straży Pożarnej w Bochni, pełniąc m.in. funkcję Członka Związku OSP RP w tym mieście oraz Członkiem Zarządu Miejskiego OSP RP (2006-2015). Po śmierci został pochowany na cmentarzu miejskim przy ul. Orackiej w Bochni

## Odznaczenia i nagrody
W uznaniu swych zasług został odznaczony: Złotym Krzyżem Zasługi (2013), Złotym Medalem „Za Zasługi dla Pożarnictwa”, Medalem i Odznaką „Zasłużony Działacz Kultury Fizycznej” (2002), Złotą Odznaką TKKF (1994), Złotą Odznaką Związku Piłki Ręcznej w Polsce (1997) oraz Medalem 50-lecia TKKF za zasługi (2007).